# Habenaria rzedowskiana
Habenaria rzedowskiana là một loài thực vật có hoa trong họ Lan. Loài này được R. González mô tả khoa học đầu tiên năm 1978.